# Pulsatilla christii
Pulsatilla christii är en ranunkelväxtart som beskrevs av Gustave Beauverd. Pulsatilla christii ingår i släktet pulsatillor, och familjen ranunkelväxter. Inga underarter finns listade i Catalogue of Life.